# (400206) 2007 BT8
(400206) 2007 BT8 es un asteroide perteneciente al cinturón de asteroides, descubierto el 17 de enero de 2007 por el equipo del Spacewatch desde el Observatorio Nacional de Kitt Peak, Arizona, Estados Unidos.

## Designación y nombre
Designado provisionalmente como 2007 BT8 .

## Características orbitales
2007 BT8 está situado a una distancia media del Sol de 3,106 ua, pudiendo alejarse hasta 3,765 ua y acercarse hasta 2,447 ua. Su excentricidad es 0,212 y la inclinación orbital 12,05 grados. Emplea 1999,84 días en completar una órbita alrededor del Sol.

## Características físicas
La magnitud absoluta de 2007 BT8 es 15,8.